# Stafford Fairborne
Stafford Fairborne (vers 1666 – 11 novembre 1742), est un officier de marine et homme politique britannique des XVIIe et XVIIIe siècles. Admiral of the Fleet dans la Royal Navy il représente Rochester en tant que Member of Parliament de 1705 à 1710.

## Carrière dans laRoyal Navy
Stafford Fairborne est le fils ainé de Sir Palmes Fairborne, gouverneur de Tanger. En juin 1685, Stafford est lieutenant sur le Bonadventure à Tanger, et pendant la maladie de son capitaine, il commande le vaisseau lors d'un combat victorieux contre les pirates Salétins à Mamora. Le 12 juillet 1686, il est promu au commandement du Half Moon, un navire pris sur les Salétins, et en août 1688, il passe au HMS Richmond, puis au HMS Fairfax, et, après la Glorious Revolution, sur le HMS Warspite de 70 canons, qu'il commande à la bataille de Beachy Head, le 30 juin 1690.
Au siège de Cork, en septembre 1690, il sert sur terre sous les ordres de Duc de Marlborough, probablement en compagnie d'une brigade navale; en 1692, il commande le HMS Elizabeth de 70 canons à la bataille de Barfleur et en 1693 le HMS Monck de 52 canons dans la flotte de Sir George Rooke, qui le 19 juin, alors qu'elle escortait le « convoi de Smyrne », est défait par le flotte française au large du Cap Saint-Vincent. En 1695, il commande le HMS Victory, un vaisseau de premier rang, qu'il quitte pour le HMS Defiance, un vaisseau de troisième rang, le 3 février 1696, pour commander les opérations de protection du commerce dans les Downs. Le 22 mars, il retourne sur le Victory; en juin sur le HMS London, de premier rang; et peu de temps après sur le HMS Albemarle, de second rang. À l'époque, le système de rémunération dans la Royal Navy prévoyait que le salaire des capitaines dépendait du rang du vaisseau qu'ils commandaient. Fairborne reçoit alors l'assurance que les nombreux changements qui lui sont imposés, étant dans l'intérêt du service, n'entraîneraient pas de préjudice financier pour lui ; mais trois ans plus tard, il dut envoyer des pétitions à l'Amirauté pour demander compensation pour les pertes qu'il avait subi en salaires.
En mai 1699, il est nommé sur le HMS Torbay, mais l'armement de ce vaisseau n'était pas encore achevé, et il est transféré sur le HMS Suffolk, qu'il commande jusqu'à la fin de l'année comme officier supérieur dans les Downs ou à Spithead. En janvier 1700, il est nommé au commandement du HMS Tilbury, avec lequel il escorte un convoi à Terre-Neuve, et pour nettoyer la côte des pirates. Il escorte ensuite un convoi à Cadix, et dans la Méditerranée. En mars 1701 il rentre à Cadix puis en Angleterre. Au mois de juin suivant, il est promu rear-admiral of the Blue, et peu de temps après il est fait chevalier.
En 1702, il reçoit le commandement du HMS St George, dans la flotte placée sous les ordres de l'amiral Rooke, qui échoue devant Cadix, mais remporte une victoire devant Vigo, à l'occasion duquel il passe sur l'Essex, un vaisseau de tonnage inférieur. Il sert ensuite sous Sir Cloudesley Shovell avec qui il rapporte en Angleterre les prises espagnoles faites à Vigo, il mène à bien cette mission et touche terre le 17 novembre malgré un très gros temps. L'année suivante, Fairborne est promu vice-admiral of the Red, et nommé pour servir dans la Grand Fleet pendant le commandement bref de l'Admiral George Churchill, après quoi, sur l'Association, il rejoint Shovell dans la Méditerranée, et rentre avec lui en Angleterre en novembre. Depuis les Downs, l'escadre reçoit l'ordre d'entrer dans la Tamise, et dans la soirée du 25 novembre elle mouille au large de Gunfleet. C'est là que la grande tempête, qui éclate le jour suivant, les surprend. Incapables de se maintenir à l'ancre, au matin du 27, les amarres de l'Association cèdent, et, le vent soufflant ouest-sud-ouest, elle dérive de manière inexorable en mer du Nord en direction des côtes de Hollande. Elle finit par atteindre Göteborg, et, après un radoubage, elle peut, avec difficulté, retourner dans la Tamise.
L'année suivante, Fairborne arbore son pavillon sur le Shrewsbury, dans la flotte placée sous les ordres de Shovell à Lisbonne, et, au départ de Shovell dans la Méditerranée, il reste au commandement des vaisseaux stationnés dans la Manche. En 1705, il accompagne Shovell dans la Méditerranée, et est présent au siège et à la prise de Barcelone en septembre et octobre. En 1706, il est à nouveau employé sur les côtes de l'Angleterre, il commande une escadre envoyée contre La Rochelle en mai, et contre Ostende en juin.
Il est Member of Parliament pour Rochester de 1705 à 1710. En juin 1707, il est nommé membre du conseil du Lord admiral, dont il se retire en juin 1708. À la mort de Sir Clowdisley Shovell lors du désastre naval de Sorlingue en octobre 1707 il est promu admiral of the White, le 7 janvier 1708, et le 21 décembre 1708 il est nommé Admiral of the Fleet; mais il ne reprendra pas la mer, bien qu'il soit employé en 1713, en tant que commissaire chargé du démantèlement de régiments de marine. À partir de cette époque, il se retire du service. Au lieu de la demi-solde, une pension spéciale de £600 par an lui est attribuée à partir du 1er janvier 1715. Il décède à l'âge de 76 ans.
Il épouse en 1708 Rebecca Paston, fille du colonel Thomas Paston. Dans sa pétition du 6 juin 1699, il se décrit lui-même comme étant à la tête d'une famille nombreuse.